# Christopher Parkening
Christopher Parkening, né le 14 décembre 1947 à Los Angeles en Californie, est un guitariste classique américain.

## Biographie
C'est sous l'inspiration du légendaire Andrés Segovia que Christopher Parkening s'est orienté vers la guitare classique. Après avoir d'abord étudié avec Pepe Romero, il a perfectionné son art dans les master class de Segovia. Dès l'âge de 19 ans, il était prêt à entreprendre une carrière de concertiste. 
Parkening s'est produit comme soliste avec une bonne partie des grands orchestres américains, entre autres ceux de Chicago, Philadelphie, Cleveland, Saint Louis, Pittsburgh, et avec l'Orchestre philharmonique de New York. Il a travaillé avec quelques-uns des compositeurs les plus en vue : Leonard Bernstein, John Williams et Joaquin Rodrigo entre autres. Deux de ses albums, Parkening and the Guitar et The Pleasure of Their Company, une collaboration avec la soprano Kathleen Battle, lui ont valu une nomination pour le Grammy Award du meilleur enregistrement classique. Il est l'auteur de The Christopher Parkening Guitar Method, publié en deux tomes, et de transcriptions d'œuvres de Bach, Debussy et Ravel.
En 2012, au moment de recevoir l'honneur d'être admis au Temple de la renommée de la Guitar Foundation of America, Christopher Parkening a annoncé qu'il mettait un terme à sa carrière de concertiste pour se consacrer de façon plus intensive à l'enseignement de la guitare à l'université Pepperdine en Californie. Tous les trois ans depuis 2006 se tient dans cette institution The Parkening International Guitar Competition (traduction : le concours international de guitare Parkening), offrant 50 000 $ sous forme de bourses.

## Discographie partielle

### Microsillons
- The Christopher Parkening Album, Angel S-36069
- In the Classic Style—Bach, Angel S-36019
- In the Spanish Style—Albéniz, Angel S-36020
- Parkening Plays Bach, Angel S-36041
- Romanza, Angel S-36021

### Disques compacts
- Christopher Parkening—A Bach Celebration avec Ron Ravenscroft et l'Orchestre de chambre de Los Angeles (1990), EMI Classics ASIN-B000002RNL
- Christopher Parkening Plays Bach (1990), EMI Classics ASIN-B000002RNJ
- Christopher Parkening with David Brandon—Virtuoso Duets (1990), Angel ASIN-B000002RQ9
- In the Spanish Style/Christopher Parkening (1990), EMI Classics ASIN-B000002RNK
- Pleasures of Their Company  avec Kathleen Battle (1990), EMI Classics ASIN-B000002RNM
- Simple Gifts (1990), Angel ASIN-B000002SJJ
- A Tribute to Segovia (1991), Capitol ASIN-B000002RQ8
- Artistry of Christopher Parkening (1993), EMI Classics ASIN-B000002RTK
- The Great Recordings—By America's Preeminent Guitar Virtuoso (1993), EMI Classics ASIN-B000002RTR
- Rodrigo: Concierto de Aranjuez; Walton: 5 Bagatelles avec Andrew Litton et le  Royal Philharmonic Orchestra (1993), EMI Classics ASIN-B000002RT5
- Christopher Parkening Plays Vivaldi Guitar Concertos & Warlock Capriol Suite (1994), EMI Classics ASIN-B000002RU3
- Angel's Glory  avec Kathleen Battle (1996), Angel ASIN-B0000029TS
- Celebrates Segovia (1998), EMI Classics ASIN-B00000AGKF
- Elmer Bernstein—Concerto for Guitar—E. Bernstein—Albeniz—Marshall (2000), EMI Classics ASIN-B00004ZDLL
- Grace Like A River (2006), Angel ASIN-B000F2CAN8
- Christopher Parkening Collection (2 CD), Musical Heritage Society ASIN-B000B5GPA8